# Mi Reflejo
Mi Reflejo je první španělsky zpívané album americké zpěvačky Christiny Aguilery. Album vyšlo 12. září 2000 a obdrželo i cenu Latin Grammy pro nejlepší španělsky nazpívanou desku.

## Seznam písní
1. Genio Atrapado – 3:37
2. Falsas Esperanzas – 2:57
3. El Beso Del Final – 4:41
4. Pero Me Acuerdo De Tí – 4:26
5. Ven Conmigo (Solamente Tú) – 3:11
6. Si No Te Hubiera Conocido (feat. Luis Fonsi) – 4:50
7. Contigo En La Distancia – 3:44
8. Cuando No Es Contigo – 4:10
9. Por Siempre Tú – 4:05
10. Una Mujer – 3:14
11. Mi Reflejo – 3:37

## Umístění ve světě
| Hitparáda | Umístění |
| --------- | -------- |
| USA       | 27       |
| Švýcarsko | 54       |
| Mexiko    | 1        |
| Argentina | 1        |
| Chile     | 1        |
| Španělsko | 3        |

| Prodejnost | Počet     |
| ---------- | --------- |
| Celkem     | 2,100,000 |